# پی‌یرو تسی
پی‌یرو تُسی (ایتالیایی: Piero Tosi؛ زادهٔ ۱۰ آوریل ۱۹۲۷) «طراح صحنه و لباس» و «هنرمند» اهل ایتالیا است.

## گزیدهٔ فیلم‌شناسی
- گنجشک (۱۹۹۳)
- لا تراویاتا (۱۹۸۳)
- مادام کاملیا (۱۹۸۱)
- قفسی برای دیوانگان (۱۹۷۸)
- فراسوی نیک و بد (۱۹۷۷)
- هتلبان شب (۱۹۷۴)
- لودویگ (۱۹۷۲)
- مرگ در ونیز (۱۹۷۱)
- مده‌آ (۱۹۶۹)
- غروب خدایان (۱۹۶۹)
- ارواح مردگان (۱۹۶۸)
- ارواح – به سبک ایتالیایی (۱۹۶۸)
- بیگانه (۱۹۶۷)
- سه چهره یک زن (۱۹۶۵)
- دیروز، امروز، فردا(۱۹۶۳)
- پلنگ (۱۹۶۳)
- روکو و برادرانش (۱۹۶۰)
- شب‌های روشن (۱۹۵۷)
- احساس (۱۹۵۴)